# Odysseus Velanas
Odysseus Velanas (Samos, 5 de junio de 1998) es un futbolista griego, nacionalizado neerlandés, que juega en la demarcación de centrocampista para el PEC Zwolle de la Eredivisie.

## Biografía
Tras empezar a formarse como futbolista con las filas inferiores del FC Utrecht, finalmente en 2016 ascendió al segundo equipo. Hizo su debut el 5 de agosto de 2016 contra el NAC Breda. En 2017 subió al primer equipo, haciendo su debut el 20 de agosto de 2017 contra el Willem II en la Eredivisie.

## Clubes
| Club                   | País         | Año       | Partidos | Goles |
| ---------------------- | ------------ | --------- | -------- | ----- |
| Jong F. C. Utrecht     | Países Bajos | 2016-2019 | 61       | 3     |
| F. C. Utrecht          | Países Bajos | 2017-2019 | 3        | 0     |
| Helmond Sport (cedido) | Países Bajos | 2019      | 6        | 0     |
| Jong F. C. Utrecht     | Países Bajos | 2019-2021 | 47       | 13    |
| F. C. Utrecht          | Países Bajos | 2020-2021 | 1        | 0     |
| NAC Breda              | Países Bajos | 2021-2023 | 72       | 26    |
| PEC Zwolle             | Países Bajos | 2023-     | 62       | 6     |